# NGC 2303
NGC 2303 is een elliptisch sterrenstelsel in het sterrenbeeld Voerman. Het hemelobject werd op 24 november 1886 ontdekt door de Amerikaanse astronoom Lewis A. Swift.

## Synoniemen
- UGC 3603
- MCG 8-13-31
- ZWG 234.30
- NPM1G +45.0083
- PGC 19891